# Натизоне
Натизоне (итал. Natisone, словен. Nadiža) — река в итальянской области Фриули, главный приток реки Торре, которая впадает в Изонцо. Река даёт свое название долине Валли-дель-Натизоне, образованной речным бассейном от границы со Словенией до поселка Понте-Сан-Квирино и долинами трёх её основных притоков (Альбероне, Козицца и Эрбеццо). Длина реки — 60 км, площадь водосборного бассейна — 261,6 км² (по другим данным — 327 км²).

## Названия
Топоним упоминался уже в классические времена (Натиса у Плиния Старшего в «Естественной истории» и, впоследствии, в лангобардский период у Павла Диакона в «Истории лангобардов», в той части, где описывается битва между лангобардским герцогом Веттари и славянским ополчением, которая произошла в 670 году («non longe a Foroiuli … ad ponte Natisonis fluminis»). Предполагается, что происхождение восходит к латинскому лат. natare, что означает «плавать» или «скользить».

## География

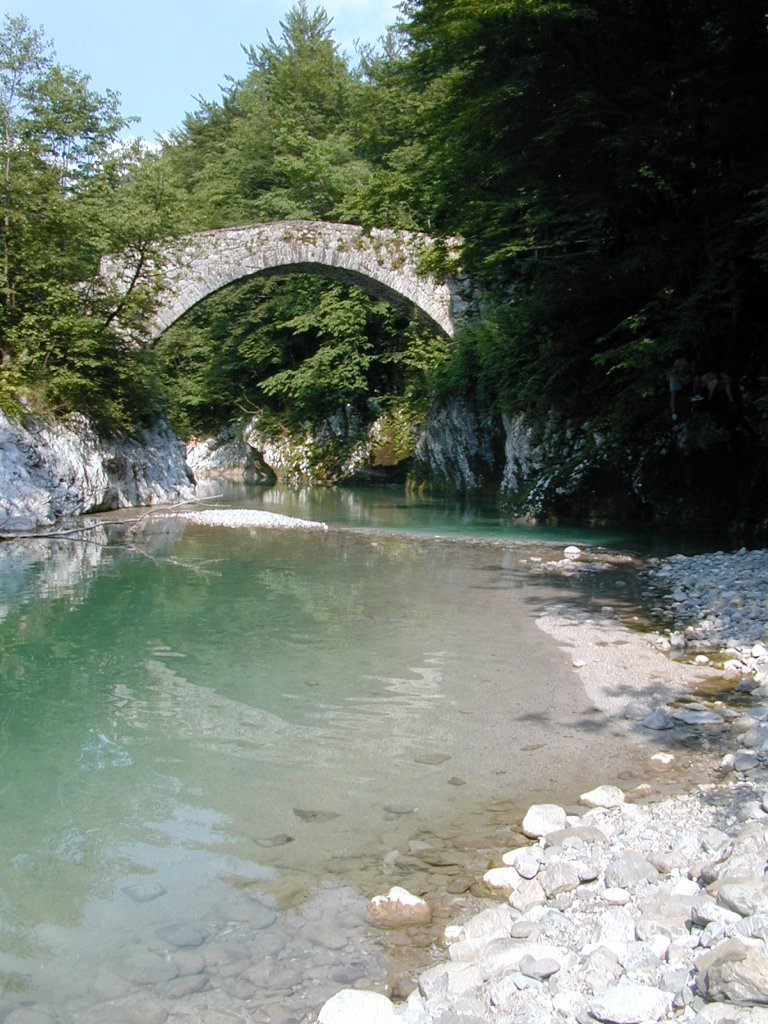
Мост Наполеона около Логье

Исток находится в Италии, на высоте 415 метров над уровнем моря, недалеко от деревушек Проссеникко и Тайпана, на границе между Фриули — Венецией-Джулией и Словенией, и в месте слияния рек Рио-Бьянко и Рио-Неро, которые спускаются со склонов гор Монте-Маджоре и Габровиг. Река следует почти по границе Италии, а после слияния с речушками Намленом и Ямником продолжает свой путь уже на территории Словении, протекая по населённым пунктам Брегинь, Логье, Подбела, Боряна, Кред и Робич в муниципалитете Кобарид.
Проделав путь примерно в 10 км Натизоне возвращается в Италию возле Ступиццы и течёт по долине Валли-дель-Натизоне. Здесь в неё вливаются воды из источников Пояна, Арпит и Накланц, и из ручьёв Яуарщак, Тарчешняк и Зеяц, а также в Понте-Сан-Квирино из Аззида, который образован слиянием рек Альбероне, Козиццы и Эрбеццо, давших название другим трем долинам в этом районе.
В этой области Натизоне характеризуется значительной эрозией русла реки, которая дает начало настоящим ущельям возле деревушек Вернассо и Понте-Сан-Квирино. В своём итальянском течении Натизоне пересекает коммуны Пульферо, Сан-Пьетро-аль-Натизоне, Чивидале-дель-Фриули, Премариакко, Манцано, Сан-Джованни-аль-Натизоне и впадает в Торре возле Тривиньяно-Удинезе.
Минимальный расход реки составляет 0,8 м³/с, но в дождливые периоды она подвержена внезапным, а иногда и значительным наводнениям, которые тем не менее редко причиняют ущерб из-за значительной высоты берегов. Средний расход может быть указан в 4 м³/с, весенне-осенний — в 6-8 м³/с. Воды являются частью водосбора реки Изонцо.

## Ихтиофауна

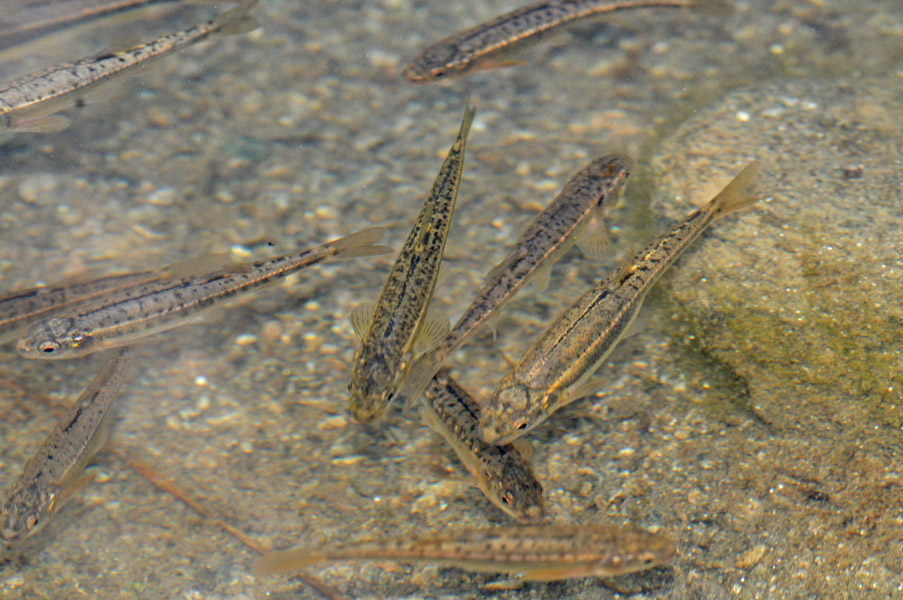
Гольян речной

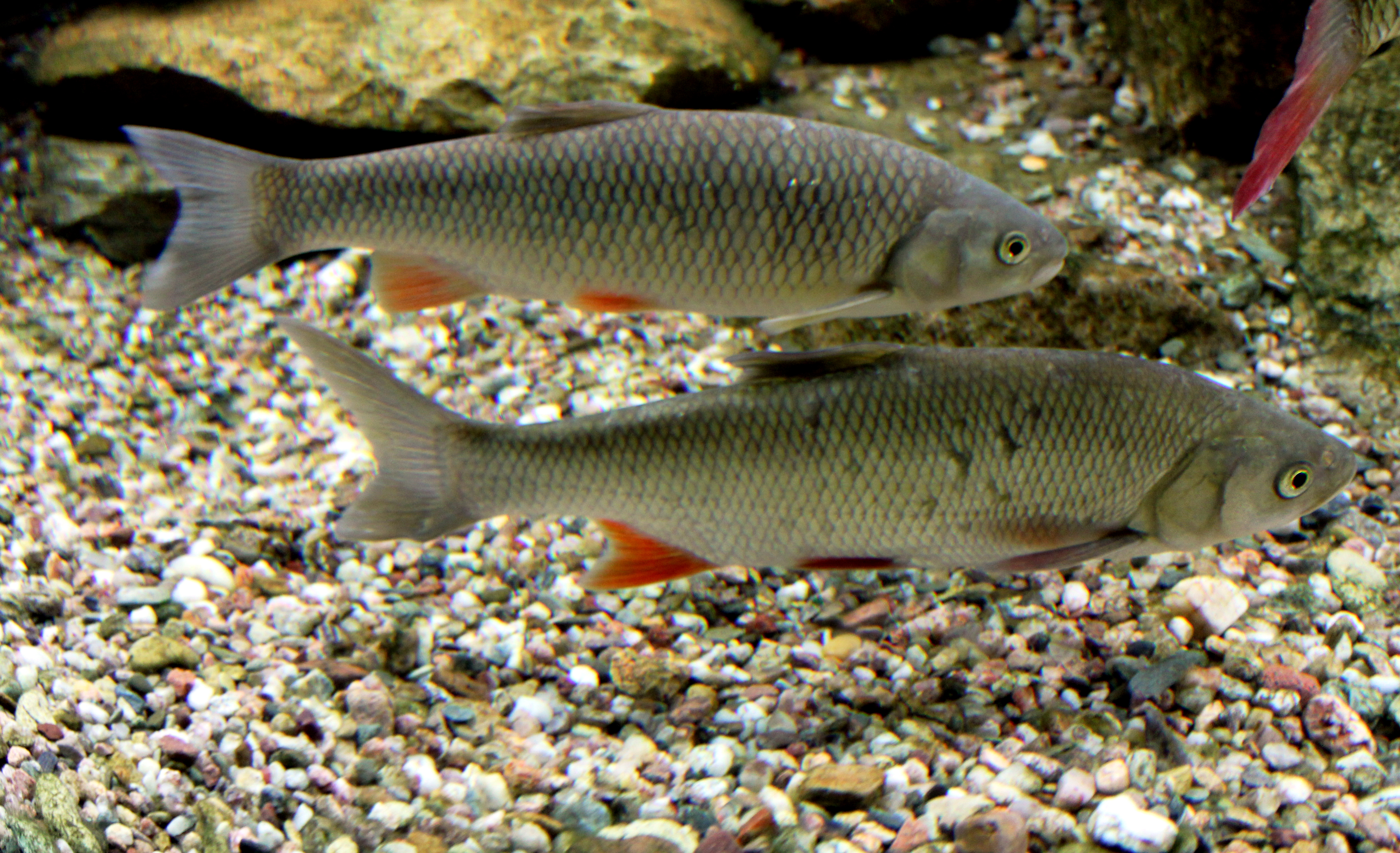
Голавль

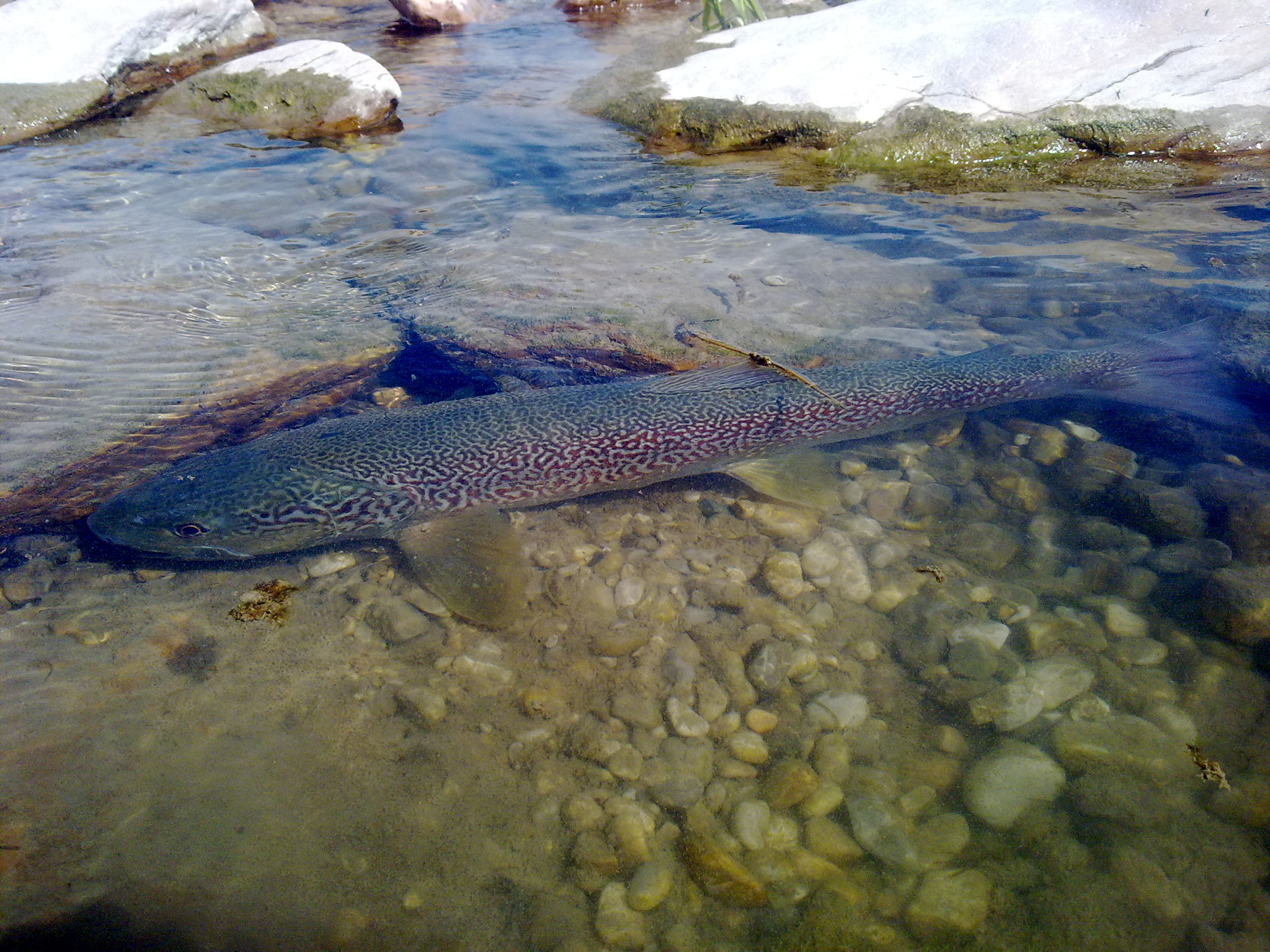
Мраморная форель

В горном течении (около Пульферо) водятся следующие виды лучепёрых рыб: усач (Barbus plebejus), обыкновенный подкаменщик (cottus gobio), голавль (leuciscus cephalus), микижа (oncorhynchus mykiss), обыкновенный гольян (phoxinus phoxinus), мраморная форель (salmo trutta marmoratus), кумжа (salmo trutta trutta), гибрид мраморной форели и кумжи, европейский хариус (thymallus thymallus).
В равнинном течении (около Премариакко) водятся: усач (Barbus plebejus), усатый голец (barbatula barbatula), голавль (leuciscus cephalus), елец-андруга (leuciscus souffia), обыкновенный гольян (phoxinus phoxinus), padogobius bonelli, кумжа (salmo trutta trutta), гибрид мраморной форели и кумжи, обыкновенный подуст (chondrostoma nasus).
Речное рыболовство находится под ограничениями и запретами, установленным регионом Фриули — Венеция-Джулия.

## Фотогалерея

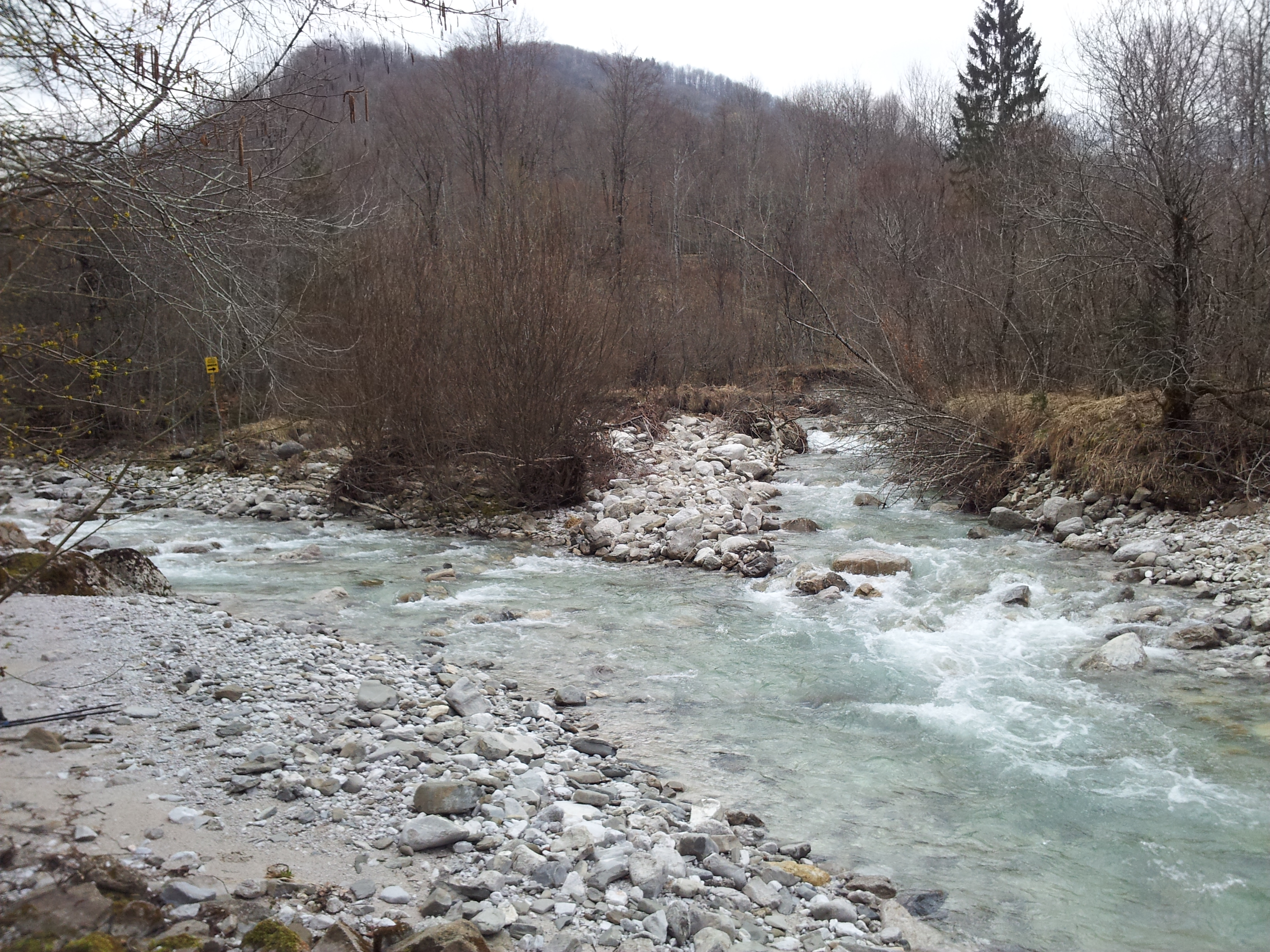
Слияние Рио-Бьянко и Рио-Негро, исток Натизоне
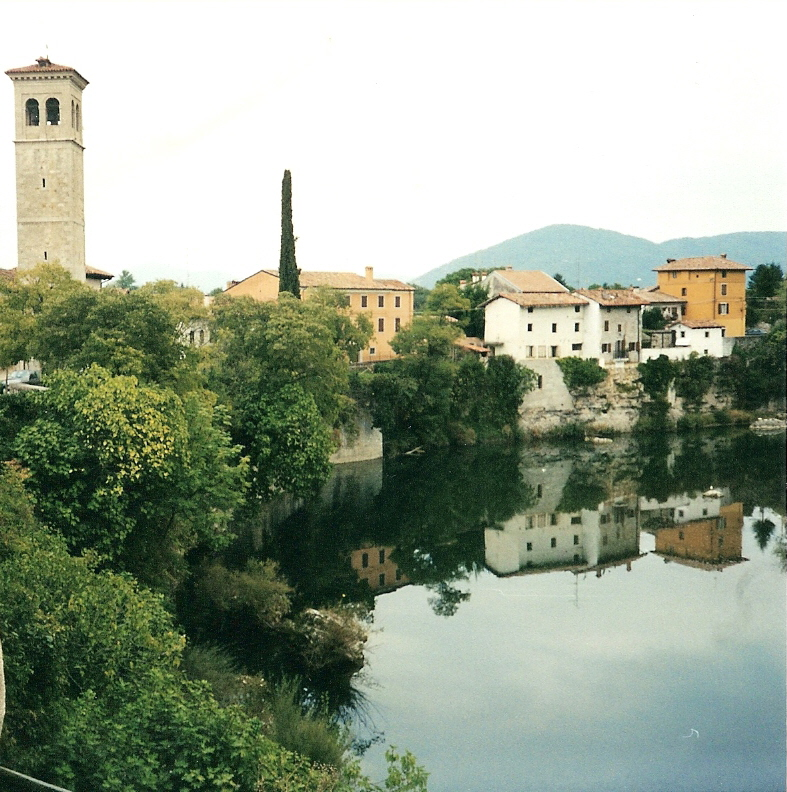
Натизоне в районе Borgo Brossana, в Чивидале
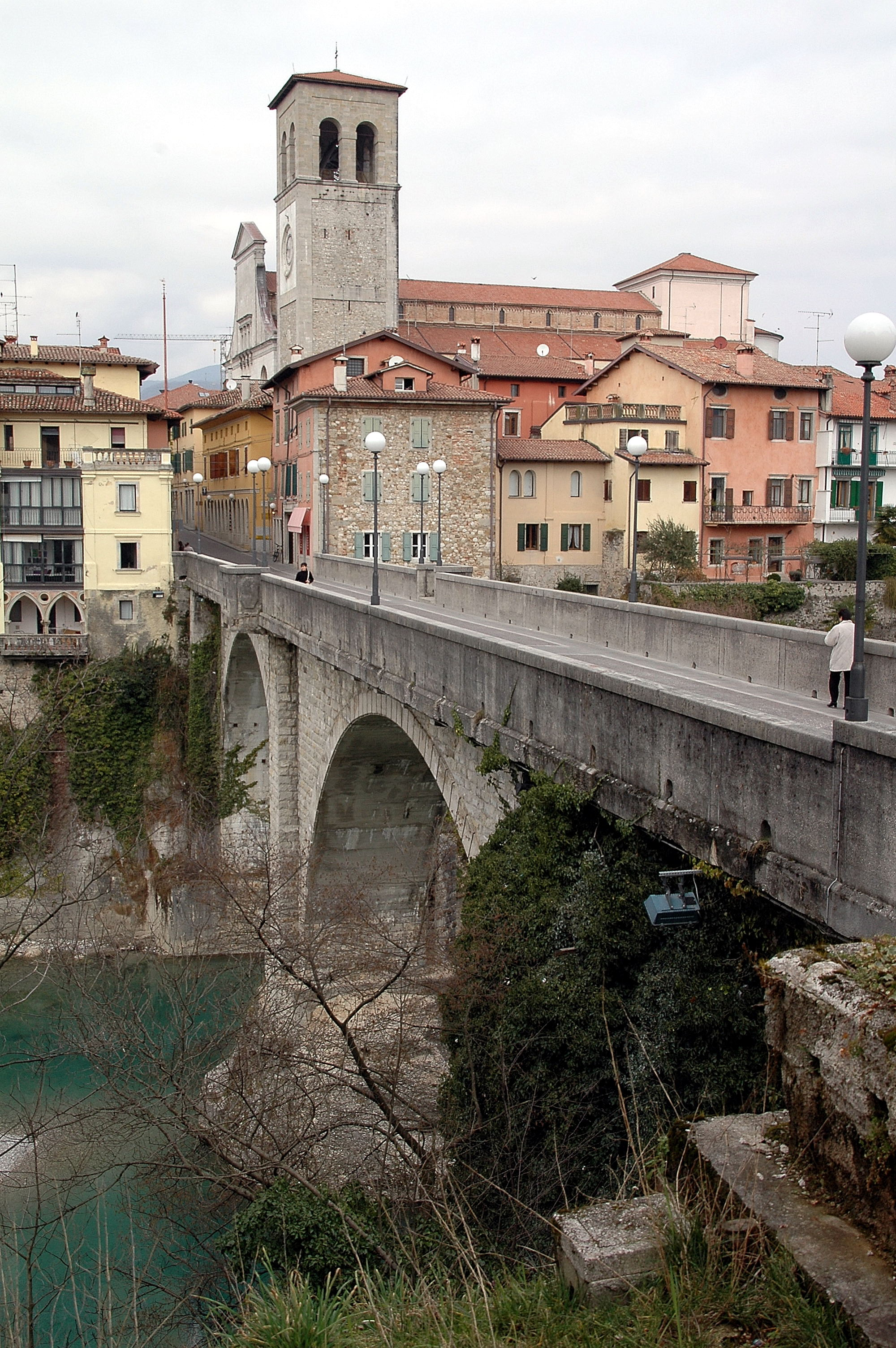
Натизоне под Мостом дьявола[итал.] в Чивидале
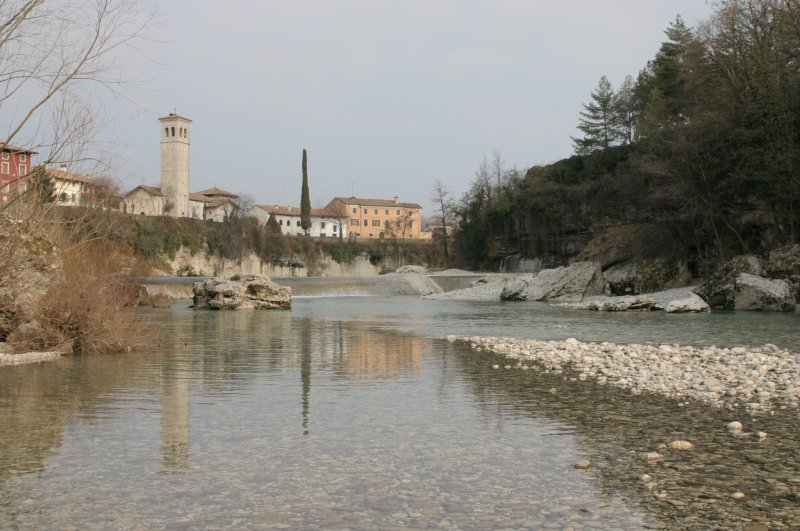
Натизоне в Чивидале
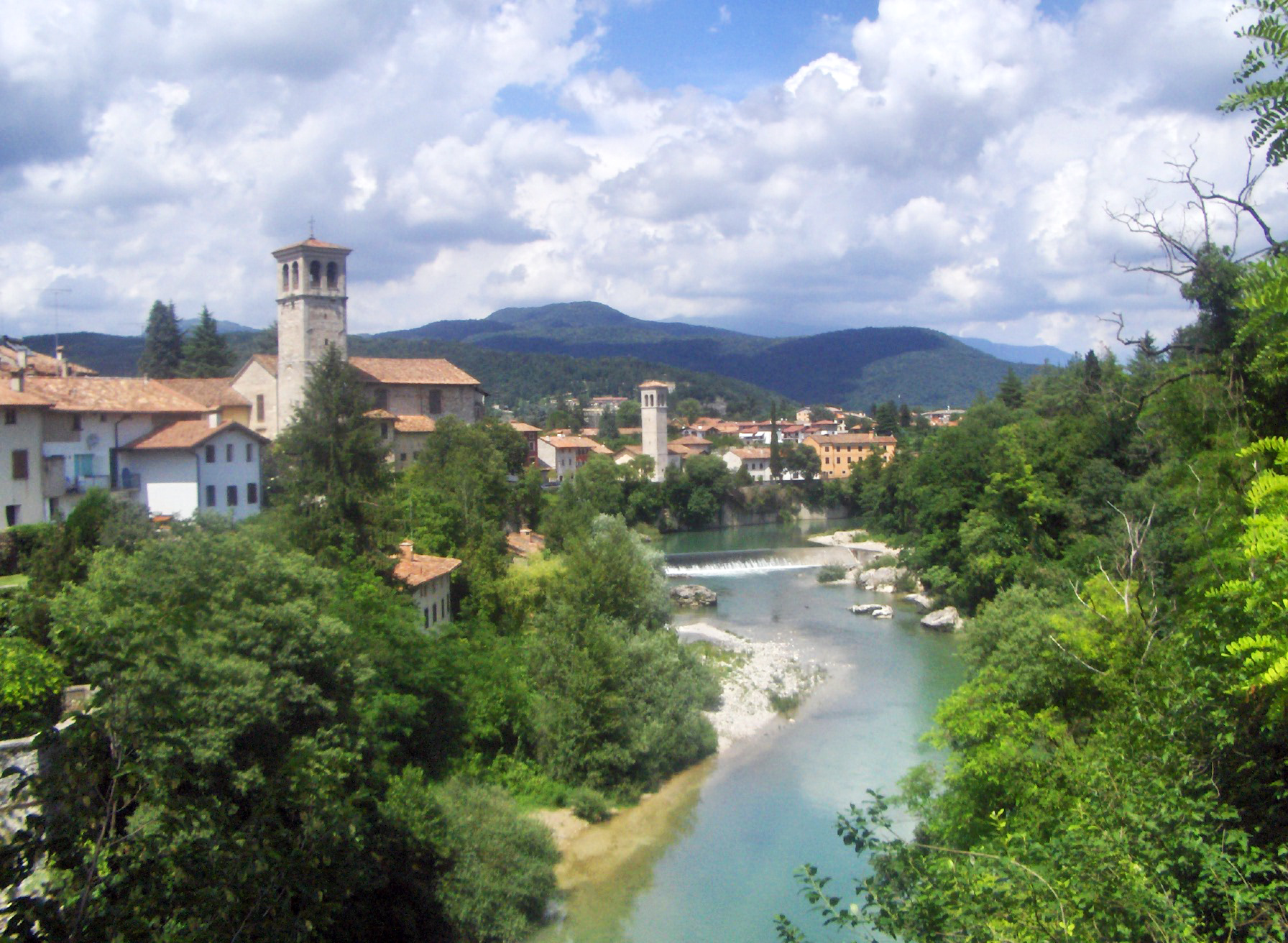
Вид на Натизоне с Моста дьявола в Чивидале
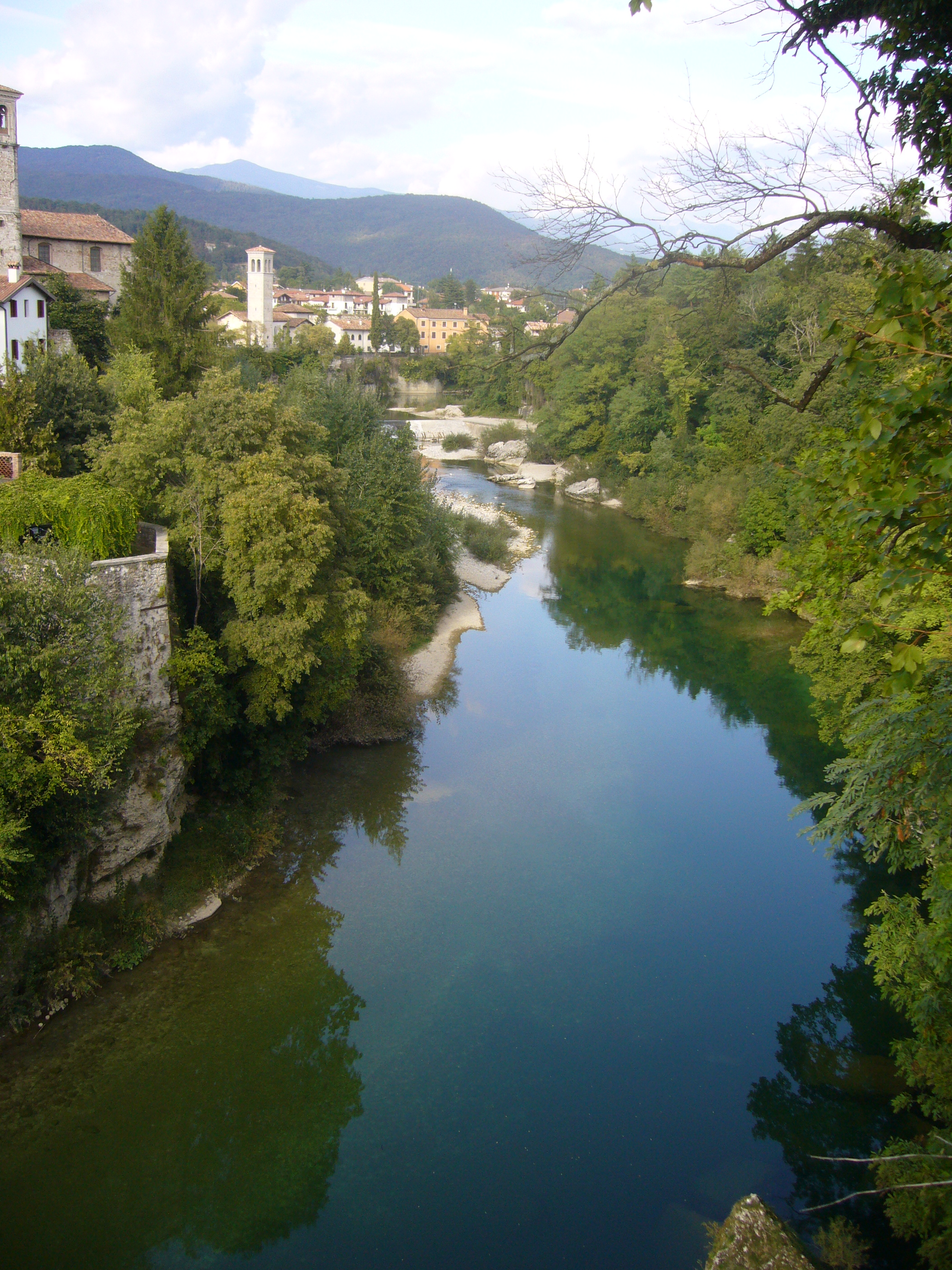
Натизоне, текущая через Чивидале
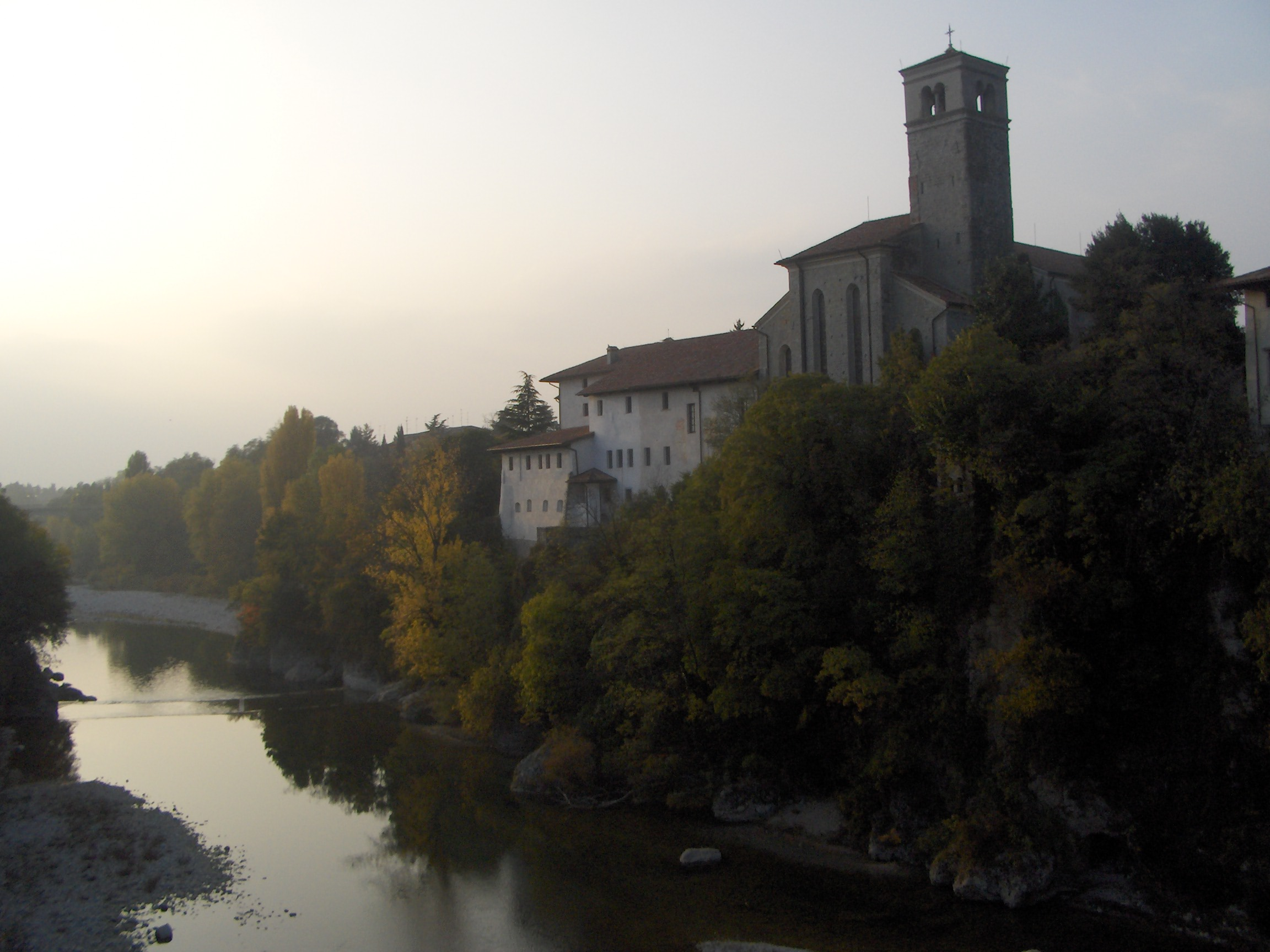
Натизоне у собора святого Франциска в Чивидале
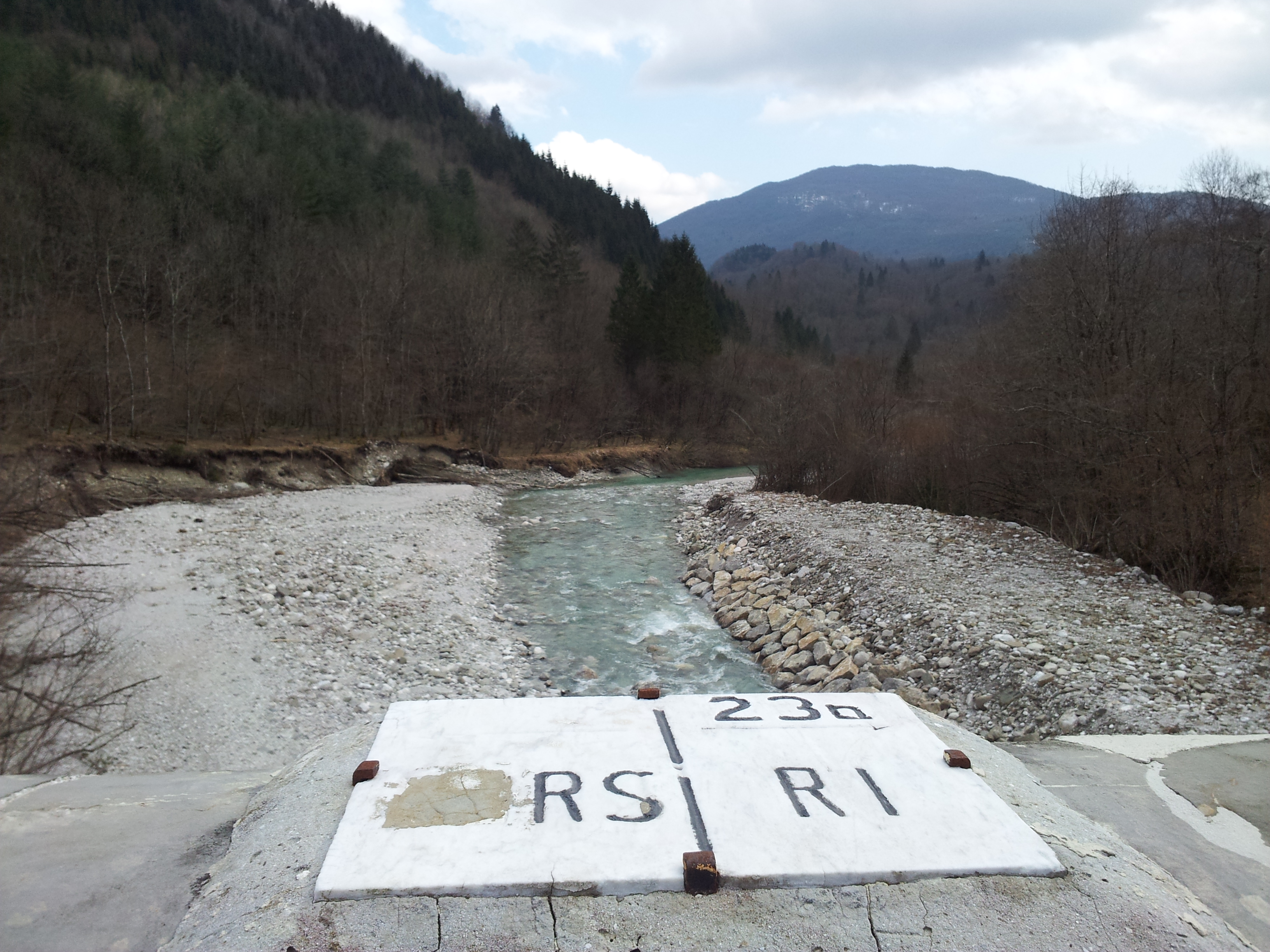
Мост Витторио через Натизоне на границе между Италией и Словенией на дороге, соединяющей Тайпану с Кобаридом.